# 黑達 (內布拉斯加州)
黑達（英語：Hadar）是位於美國內布拉斯加州皮爾斯縣的村。

## 人口
根據2020年美國人口普查的數據，黑達的面積為1.03平方千米，皆為陸地。當地共有人口280人，而人口密度為每平方千米272人。